# Tetralever

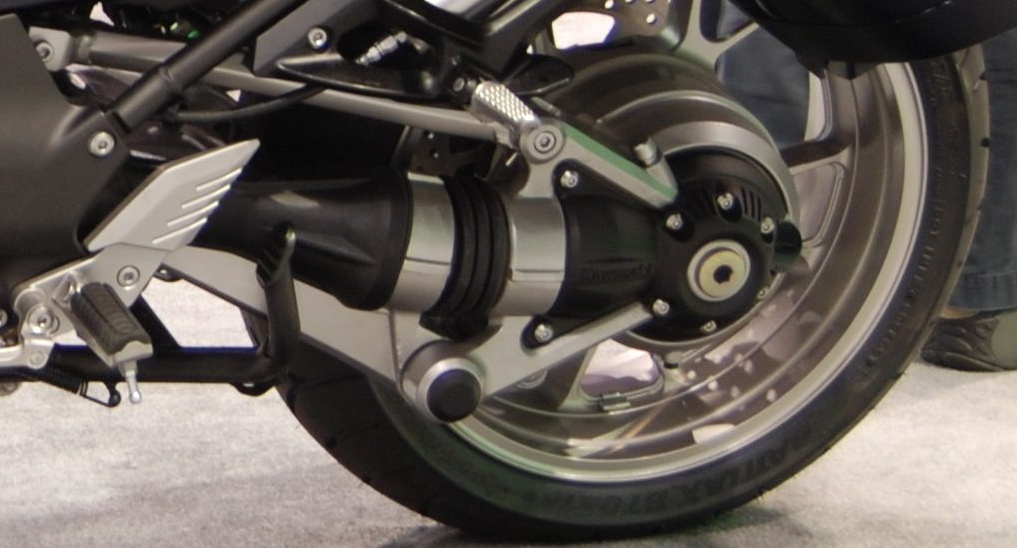
Tetralever-Hinterradaufhängung von Kawasaki

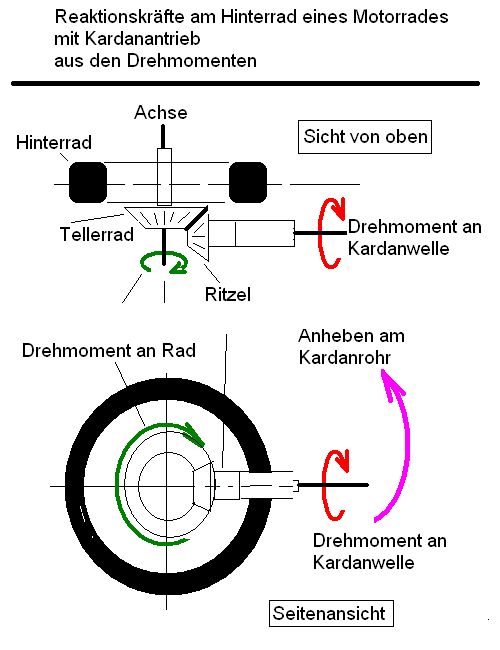
Reaktionskräfte und -momente am Kardan

Tetralever ist eine von Kawasaki entwickelte, beidseitige Momentabstützung der Hinterradschwinge bei Motorrädern mit Kardanantrieb, um ein Aufstellen des Motorrades beim Beschleunigen zu vermeiden. Im Unterschied z. B. zum Paralever der Firma BMW oder zum CARC-System der Firma Moto Guzzi mit einseitiger Momentabstützung werden die Aufstellkräfte beim Tetralever durch beidseitige Verstrebungen (oben und unten) an den Schwingenarmen vermieden. Bisher wird die Tetralever-Momentabstützung nur beim Motorradmodell Kawasaki 1400GTR verwendet.
Die längs angeordnete Kardanwelle benötigt eine Umlenkung des Antriebs-Drehmomentes um neunzig Grad, um das quer angeordnete Hinterrad anzutreiben. Diese Umlenkung geschieht durch ein Kegelradgetriebe am Hinterrad, bestehend aus Gehäuse, Ritzel an der Kardanwelle und Tellerrad zum Antrieb des Hinterrades. Das Beschleunigen des Motorrades führt bei dieser Bauweise der Kraftübertragung zum Anheben des Hecks. Grund hierfür ist, dass das Gehäuse des Kegelrades das Moment aus Antriebskraft mal Radhalbmesser abstützen muss; beim Kettenantrieb hingegen bleibt die Schwinge von Antriebsmomenten praktisch frei. Beim Gaswegnehmen sinkt die Maschine hinten ab. Die beidseitige Momentabstützung des Tetralever wirkt diesem Moment entgegen und vermindert dadurch diese unerwünschten Effekte.